# Тигвера
Ти́гвера (карел. Tihveri) — деревня в составе Коверского сельского поселения Олонецкого национального района Республики Карелия.

## Общие сведения
Расположена на реке Тигверинеги у озера Тигверинъярви. Топоним часто упоминается в лингвистической литературе из-за возможного общего происхождения с названиями более известных населённых пунктов Тверь, Тихвин.

## Население
Численность населения в 1905 году составляла 72 человека.
| 2002 | 2009 | 2010 | 2013 |
| ---- | ---- | ---- | ---- |
| 35   | ↘23  | ↘22  | ↘16  |